# Ruta del Cabo

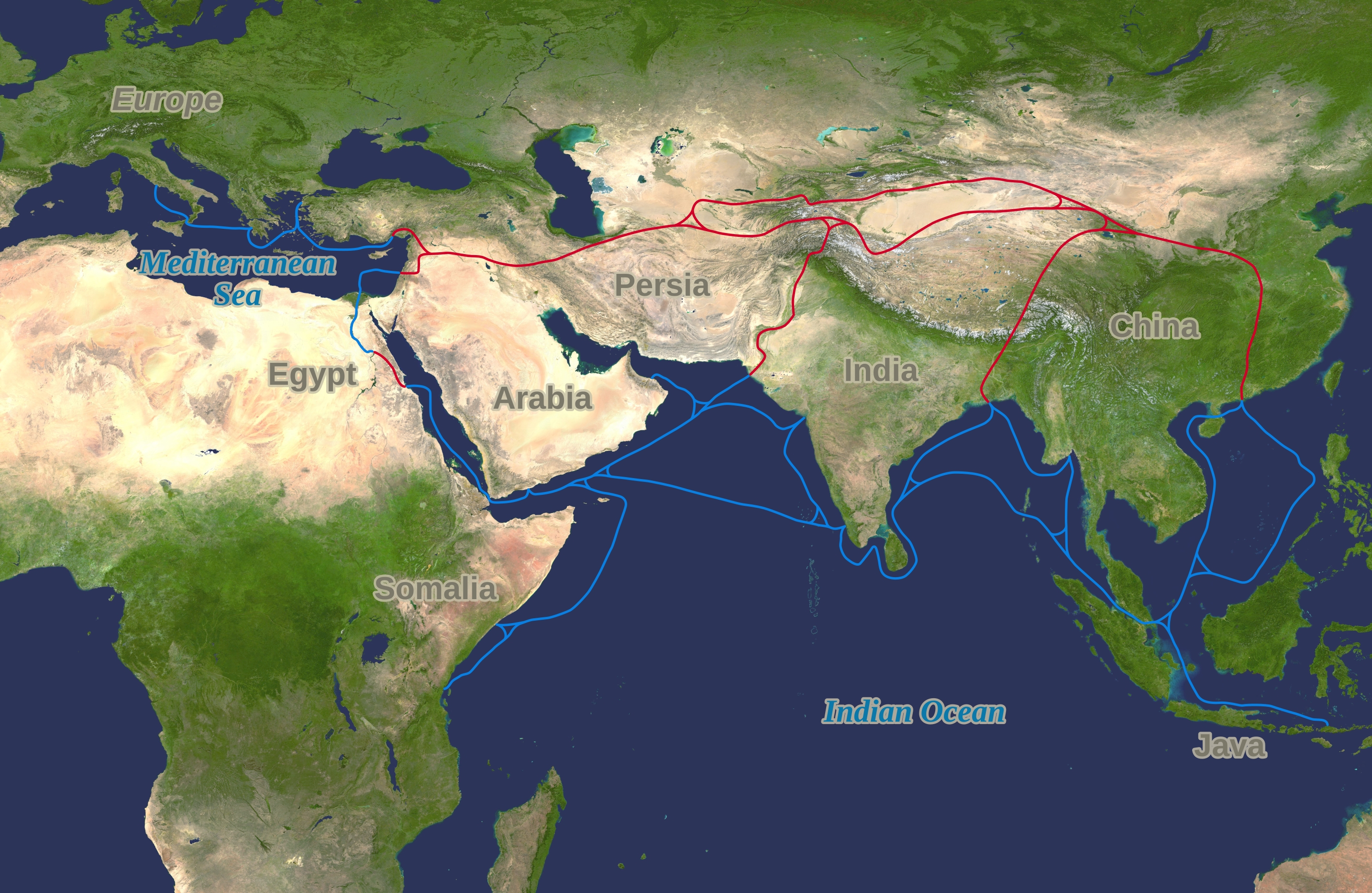
Las importantes rutas comerciales de la seda y de las especias fueron bloqueadas por el Imperio otomano en 1453 y eso motivó la búsqueda de un camino alternativo desde Europa para el Oriente.

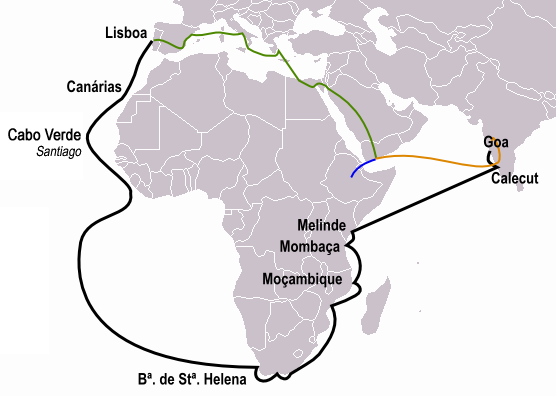
La ruta marítima a la India, recorrida por primera vez por Vasco da Gama en 1498 (en negro).

La ruta del Cabo (en portugués: rota do Cabo) es la vía de navegación marítima entre Occidente y el Oriente que pasa frente al cabo de Buena Esperanza, el extremo meridional de África. El establecimiento de la ruta del Cabo fue resultado de la experiencia y la ciencia náutica de los portugueses en el océano Atlántico. Quién la recorrió por vez primera fue Vasco da Gama, que demostró que era posible llegar a la India por mar, alcanzando a Calicut en 1498. Fue la realización de un antiguo sueño de la Corona portuguesa: el contacto entre Oriente y Occidente ya no dependía de la ruta de la Seda y prometía una renta enorme.
Desde su descubrimiento, la ruta del Cabo fue dominada por los portugueses, habiéndose llevado a cabo, desde 1498 a 1635, 917 partidas de flotas desde el río Tajo. Durante más de ochenta años, las llamadas armadas de la India y las naves especieras pudieron circular a través de la ruta del Cabo, haciendo la llamada carrera de la India, sin sentir ninguna amenaza; sólo al regreso, entrando ya en aguas de las islas Azores, la etapa final de la ruta, podían ser atacados por piratas o corsarios franceses e ingleses.
La importancia comercial y política de la ruta del Cabo fue enorme, enlazando directamente las regiones productoras del océano Índico con sus mercados en Europa, siendo el comercio de especias un motor importante de la economía mundial desde finales de la Edad Media hasta los tiempos modernos. Las tentativas francesas, como la de Jean Parmentier, que viajó hasta Sumatra en 1529, no amenazaron de forma alguna el monopolio portugués, que sólo comenzó a peligrar en el siglo XVII, cuando los neerlandeses y británicos pasaron de hecho a inspirar recelos.
En 1605, los comerciantes de la Compañía Neerlandesa de las Indias Orientales (Vereenigde Oostindische Compagnie, VOC) capturaron un fuerte portugués en las islas Molucas. Los neerlandeses pasaron más tarde a dominar, haciendo la navegación directa desde el cabo de Buena Esperanza hasta el estrecho de la Sonda (hoy Indonesia) y conquistando territorio a los portugueses. El 6 de abril de 1652 el comerciante de la VOC Jan van Riebeeck estableció un puesto de reabastecimiento cerca del Cabo de Buena Esperanza, que evolucionó hasta convertirse en la Ciudad del Cabo, permitiendo a los neerlandeses dominar la ruta del Cabo.
Hasta la apertura del canal de Suez en 1869, que unió la egipcia Port Said, en el mar Mediterráneo, con Suez, en el mar Rojo —permitiendo que los barcos navegasen de Europa a Asia sin tener que contornear África alrededor del cabo de Buena Esperanza— la ruta del Cabo mantuvo un lugar de primera importancia en la economía mundial.
La apertura de Suez en 1869 devolvió al Mediterráneo su condición de centralidad de cara a las rutas comerciales entre ambos extremos de Eurasia (Asia y Europa, «Oriente» y «Occidente»), la situación durante toda la Edad Media hasta que el descubrimiento de Vasco da Gama redujo la importancia geopolítica del Mediterráneo.
Más recientemente, la Ruta del Cabo volvió a ser centro de atención como ruta vital para el suministro de petróleo a Occidente, sacudido por el cierre de ese canal de navegación entre los años 1967 y 1975.